# إطار مرجعي غير قصوري

مثال على إطار مرجعي غير بالقصور الذاتي - إطار مرجعي دوار. تشعر النقطة بقوة طرد مركزي تحتاج إلى تعويضها للاستمرار في الدوران. بخلاف ذلك، فإنها لا تشعر بقوة أويلر لأن معدل الدوران ثابت ولا تشعر بقوة كوريوليس لأنها لا تتحرك بالنسبة للإطار الدوار.

الإطار المرجعي غير القصوري هو إطار مرجعي يختبر تسارعًا بالنسبة للإطار القصوري. بشكل عام، سيكشف مقياس تسارع ساكن موضوع في إطار غير قصوري تسارعًا لا يساوي الصفر. لا تختلف قوانين الحركة في جميع الإطارات القصورية، لكنها تختلف من إطار إلى آخر في الإطارات غير القصورية اعتمادًا على التسارع.
في الميكانيكا الكلاسيكية، غالبًا ما يمكن تفسير حركة الأجسام في الأطر المرجعية غير القصورية عن طريق تضمين قوى وهمية إضافية (تسمى أيضًا قوى القصور الذاتي والقوى الزائفة وقوى داليبرت) في قانون نيوتن الثاني. تشمل الأمثلة الشائعة على ذلك قوة كوريوليس وقوة الطرد المركزي. بشكل عام، يمكن اشتقاق التعبير الرياضي لأي قوة وهمية من تسارع الإطار غير القصوري. وفقًا لما ذكر غودمان ووارنر، يمكن للمرء أن يقول أن قانون نيوتن الثاني F = ma ينطبق على أي نظام إحداثيات بشرط إعادة تعريف مصطلح القوة ليشمل ما يسمى بقوى التأثير المعكوسة أو قوى القصور الذاتي.
في نظرية النسبية العامة، يجعل انحناء الزمكان الإطارات المرجعية قصوريةً محليًا، ولكن غير قصوريةً عالميًا. نظرًا للهندسة غير الإقليدية للزمكان المنحني، لا وجود لإطارات مرجعية قصورية عالميًا في النسبية العامة. بشكل أكثر تحديدًا، فإن القوة الوهمية التي تظهر في النسبية العامة هي قوة الجاذبية.

## تجنب القوى الوهمية في الحسابات
في الزمكان المُسطح، يمكن تجنب استخدام الإطارات غير القصورية حسب الرغبة. يمكن دائمًا تحويل القياسات الخاصة بالإطارات المرجعية غير القصورية إلى إطار قصوري، بتضمين تسارع الإطار غير القصوري مباشرةً كما يظهر من الإطار القصوري. يتجنب هذا النهج استخدام القوى الوهمية (إذ يعتمد على إطار قصوري، حيث لا وجود للقوى الوهمية بحكم التعريف) ولكنه قد يكون أقل ملاءمةً من وجهة نظر بديهية ورصدية وحتى حسابية. كما أشار بيتر رايدر في حالة الإطارات الدورانية المُستخدمة في الأرصاد الجوية:
«إإحدى الطرق البسيطة للتعامل مع هذه المشكلة هي، بالتأكيد، تحويل جميع الإحداثيات إلى نظام قصوري. مع ذلك، هذا غير ملائم في بعض الأحيان. لنفترض، على سبيل المثال، أننا نريد حساب حركة الكتل الهوائية في الغلاف الجوي للأرض الناتجة على تدرجات الضغط. نحن بحاجة إلى نتائج نسبةً للإطار الدوراني، الأرض، لذا من الأفضل استعمال نظام الإحداثيات هذا إن أمكن. يمكن تحقيق هذا من خلال تضمين قوى وهمية (أو غير موجودة) تمكننا من تطبيق قوانين نيوتن للحركة بنفس الطريقة المُتبعة في الإطار القصوري.»

- بيتر رايدر، كتاب الميكانيكا الكلاسيكية، صفحة 78-79